# Proterochampsidae
I proterocampsidi (Proterochampsidae) sono un piccolo gruppo di rettili arcosauromorfi, vissuti esclusivamente nel Triassico medio e nel Triassico superiore (235-225 milioni di anni fa). I resti di questi animali sono stati rinvenuti in Sudamerica.

## Descrizione
Questa famiglia comprende animali di taglia molto diversa fra loro, ma tutte le specie hanno caratteristiche corporee simili a quelle dei coccodrilli. Alcuni proterocampsidi non raggiungevano la lunghezza di un metro, ma esemplari come Proterochampsa raggiungevano i cinque metri di lunghezza, ed erano senza dubbio tra i più grandi predatori del Triassico. 

## Classificazione
I primi resti fossili dei proterocampsidi furono inclusi nel gruppo dei fitosauri, ma ulteriori ricerche hanno dimostrato che questi animali sono al tempo stesso troppo primitivi e troppo specializzati per poter essere classificati in questo gruppo. Gli scienziati, attualmente, considerano questa famiglia come ancestrale al gruppo degli arcosauri veri e propri, in modo simile alle famiglie dei proterosuchidi e degli eritrosuchidi.